# Antocha multispina
Antocha multispina är en tvåvingeart som beskrevs av Alexander 1956. Antocha multispina ingår i släktet Antocha och familjen småharkrankar. Inga underarter finns listade i Catalogue of Life.